# Edie Falco
Edie Falco (født 5. juli 1963) er en prisbelønnet amerikansk skuespiller. Hun er mest kendt for rollen som Carmela Soprano i TV-serien The Sopranos og for rollen som Diane Wittlesey i serien Oz.
Falco har vundet tre Emmy-priser og to Golden Globe for sin rolle i Sopranos. 